# Vencislav Kerčev
Vencislav Plamenov Kerčev (in bulgaro Венцислав Пламенов Керчев?; Ruse, 2 giugno 1997) è un calciatore bulgaro, difensore dello Slavia Sofia.

## Carriera

### Club
Cresciuto nelle giovanili del Dunav Ruse prima e del Ludogorec poi, ha esordito nella formazione riserve del Ludogorec in seconda serie.
Passato in prima squadra, ha vinto il campionato bulgaro. L'anno successivo è andata in prestito al Lokomotiv GO, retrocedendo a fine stagione. Tornato al Ludogorec è stato dirottato nuovamente nelle riserve.

### Nazionale
Vanta sette presenza nell'Under-19 bulgara. Ha inoltre collezionato sette presenze nell'Under-21, segnando una rete nella gara contro i pari età del Kazakistan, valida per le qualificazioni al campionato europeo di calcio Under-21 2019.

## Palmarès

### Club
- Campionato bulgaro: 1

Ludogorec: 2015-2016